# Kotešica
Kotešica (Servisch cyrillisch Котешица) is een plaats in de Servische gemeente Valjevo. De plaats telt 727 inwoners (2002).

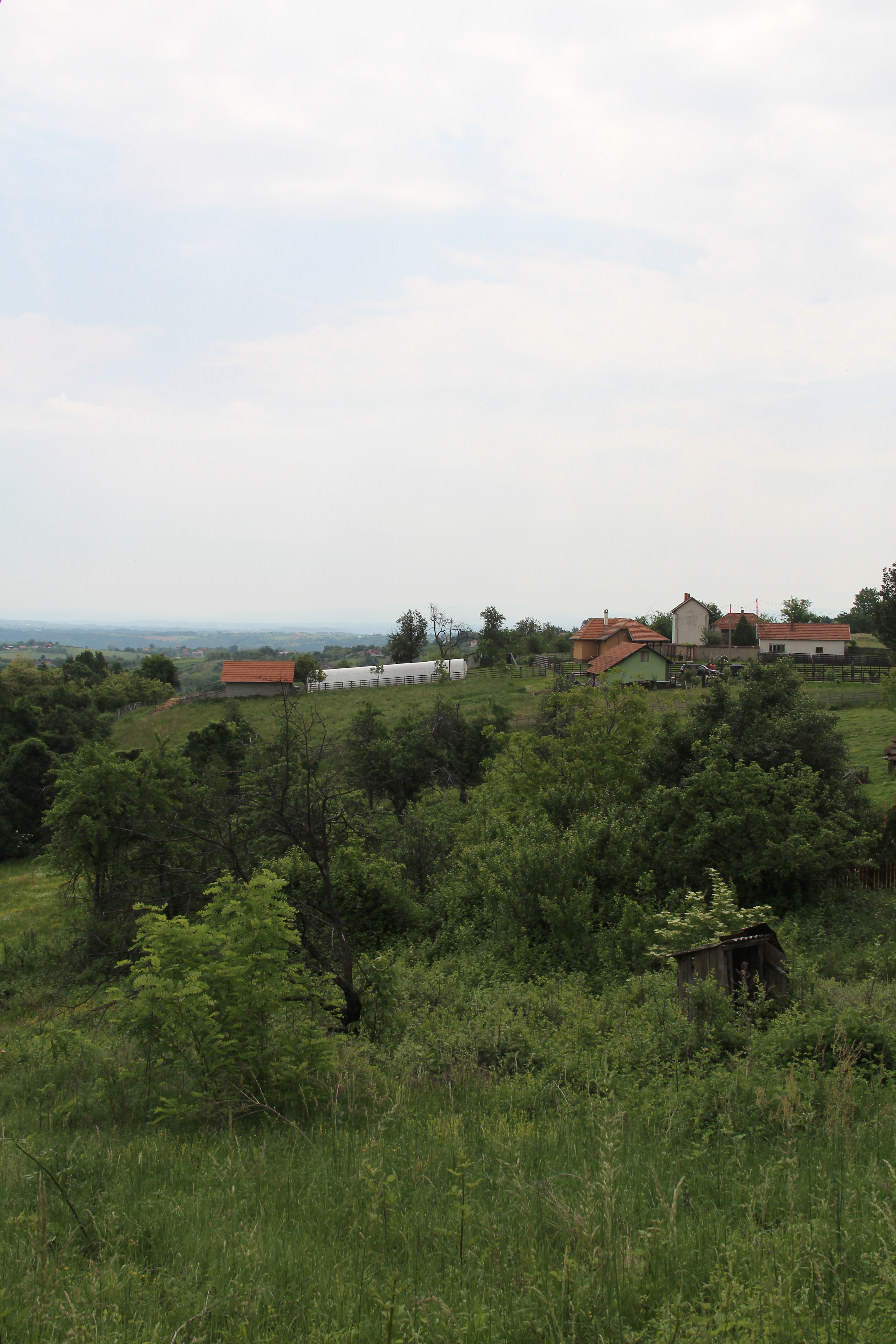
Kotesica - panorama
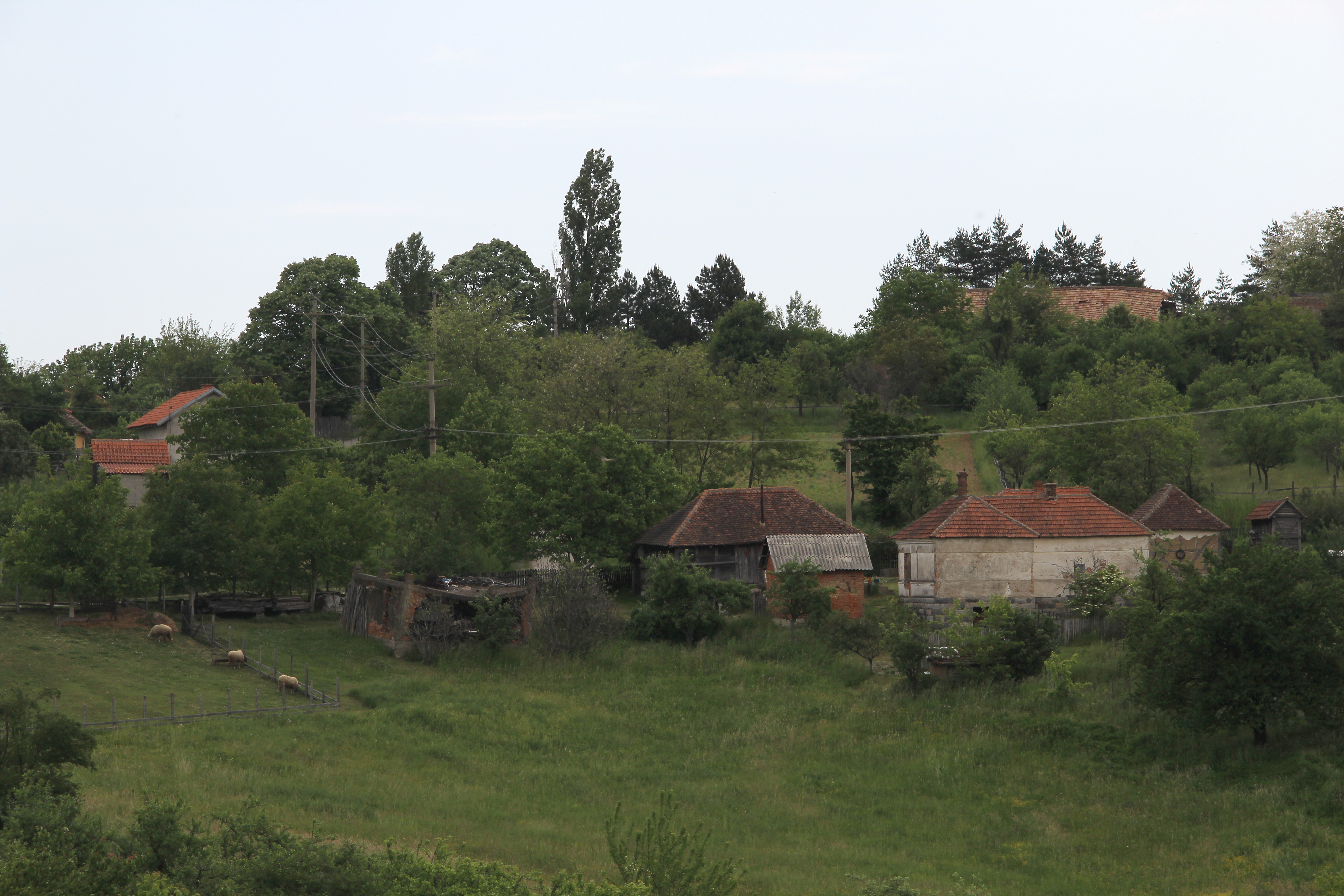
Kotesica - panorama
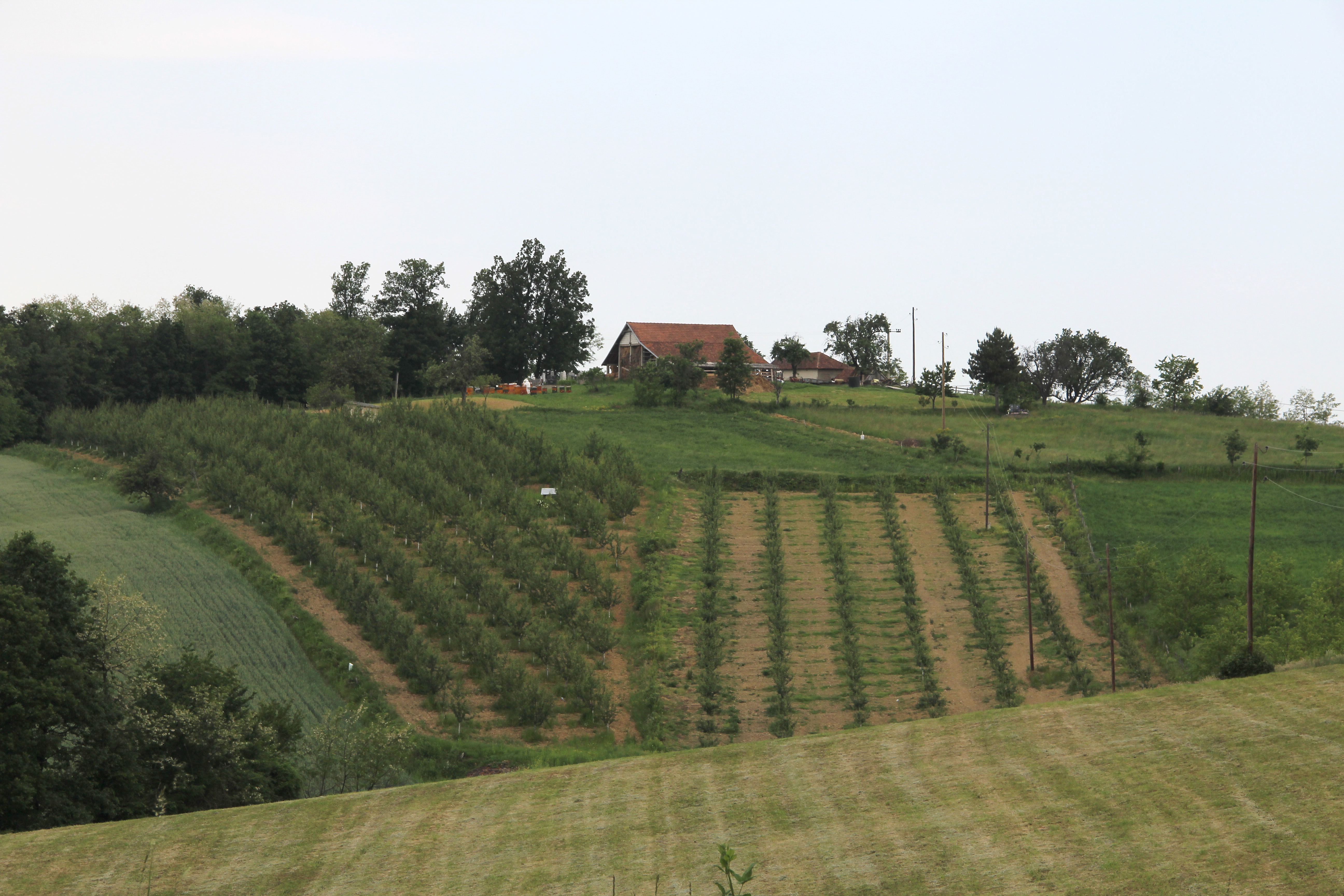
Kotesica - panorama
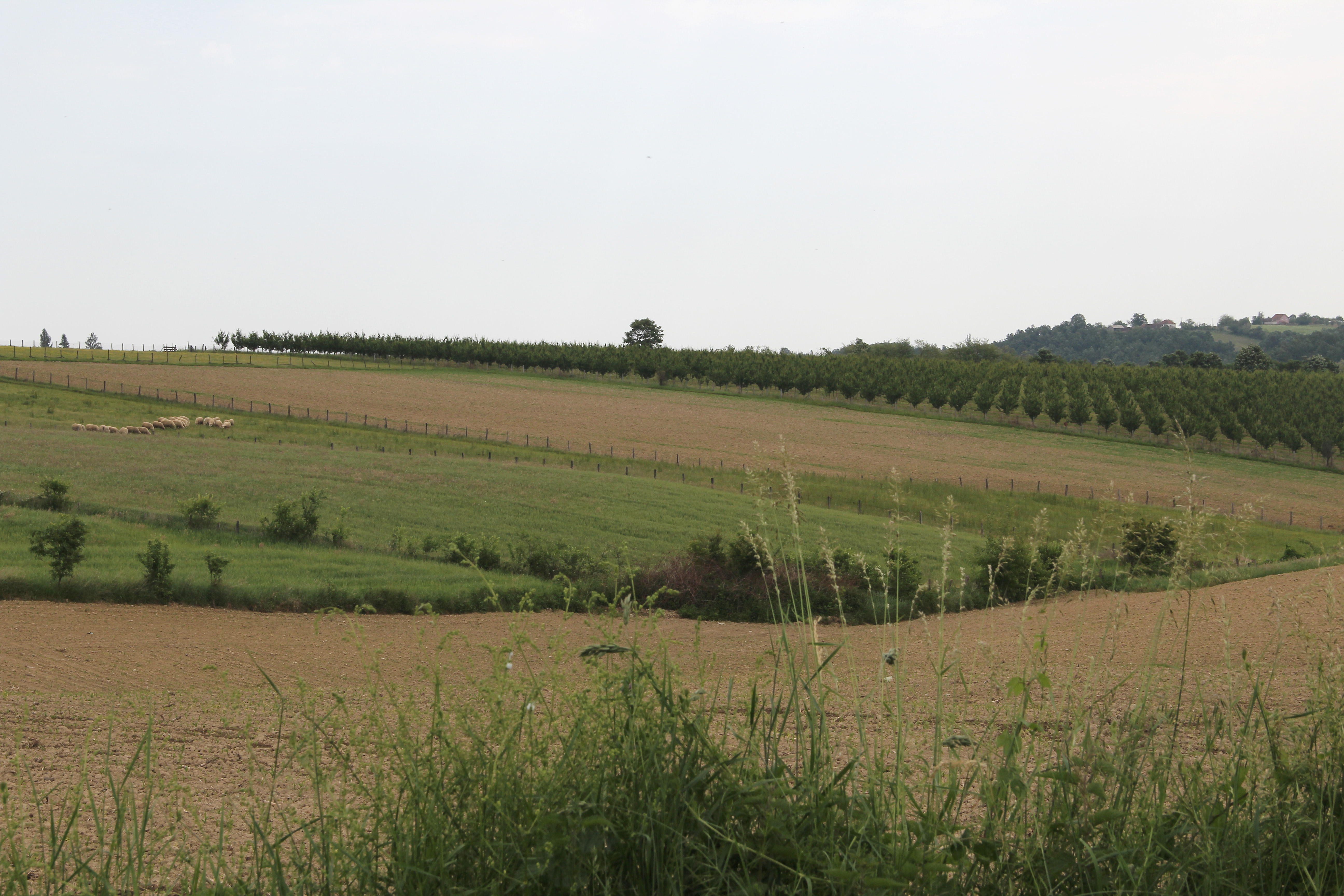
Kotesica - panorama
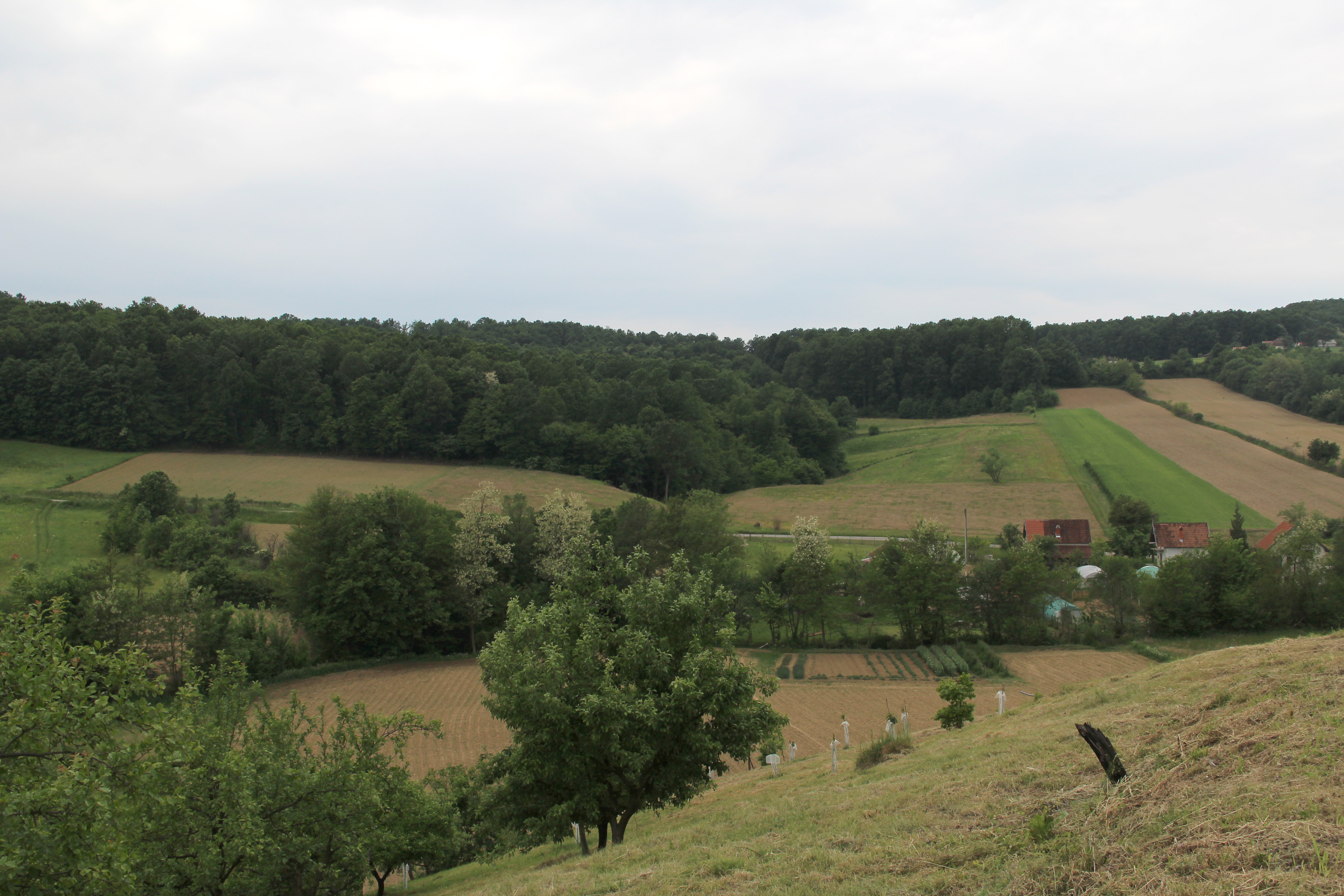
Kotesica - panorama
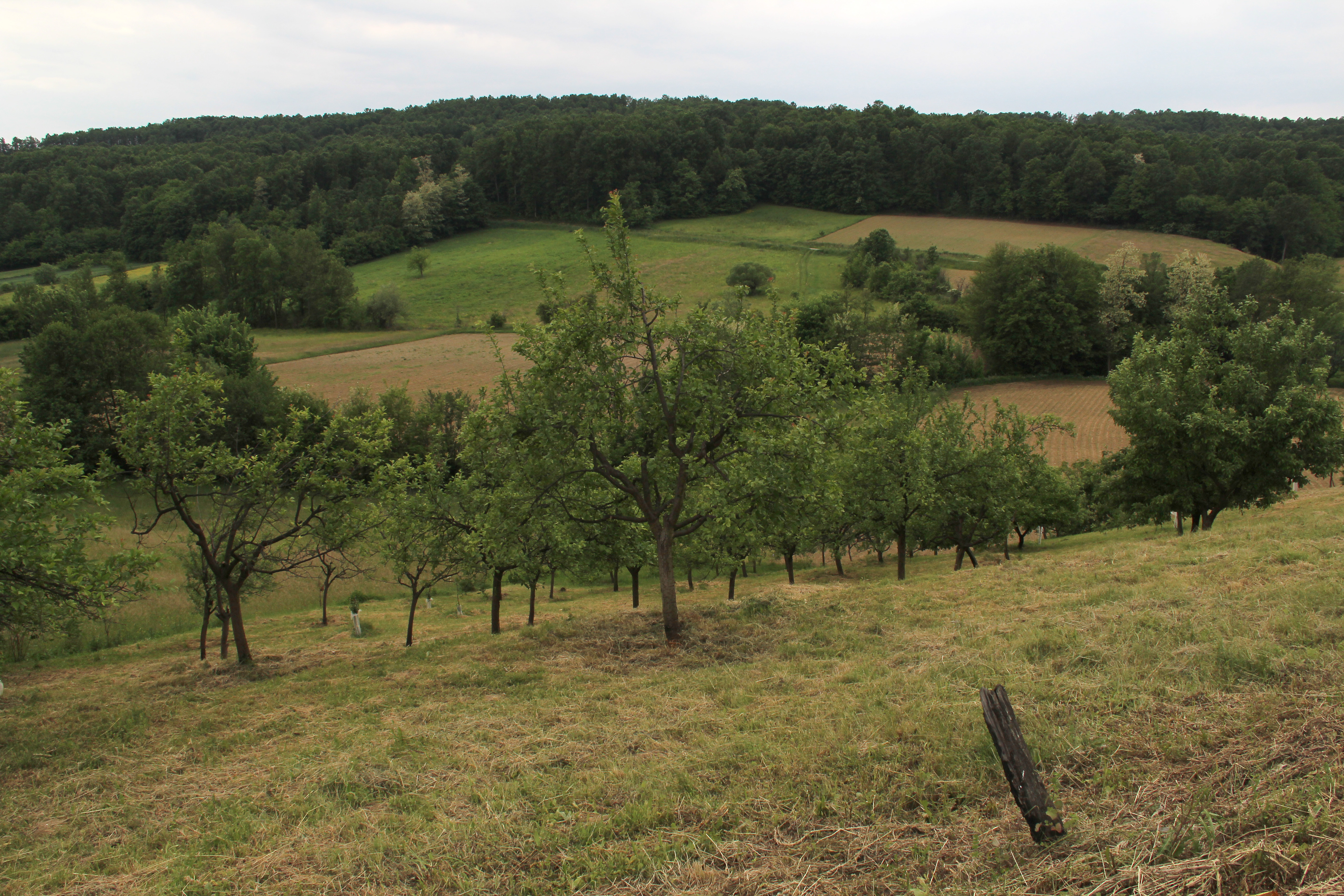
Kotesica - panorama
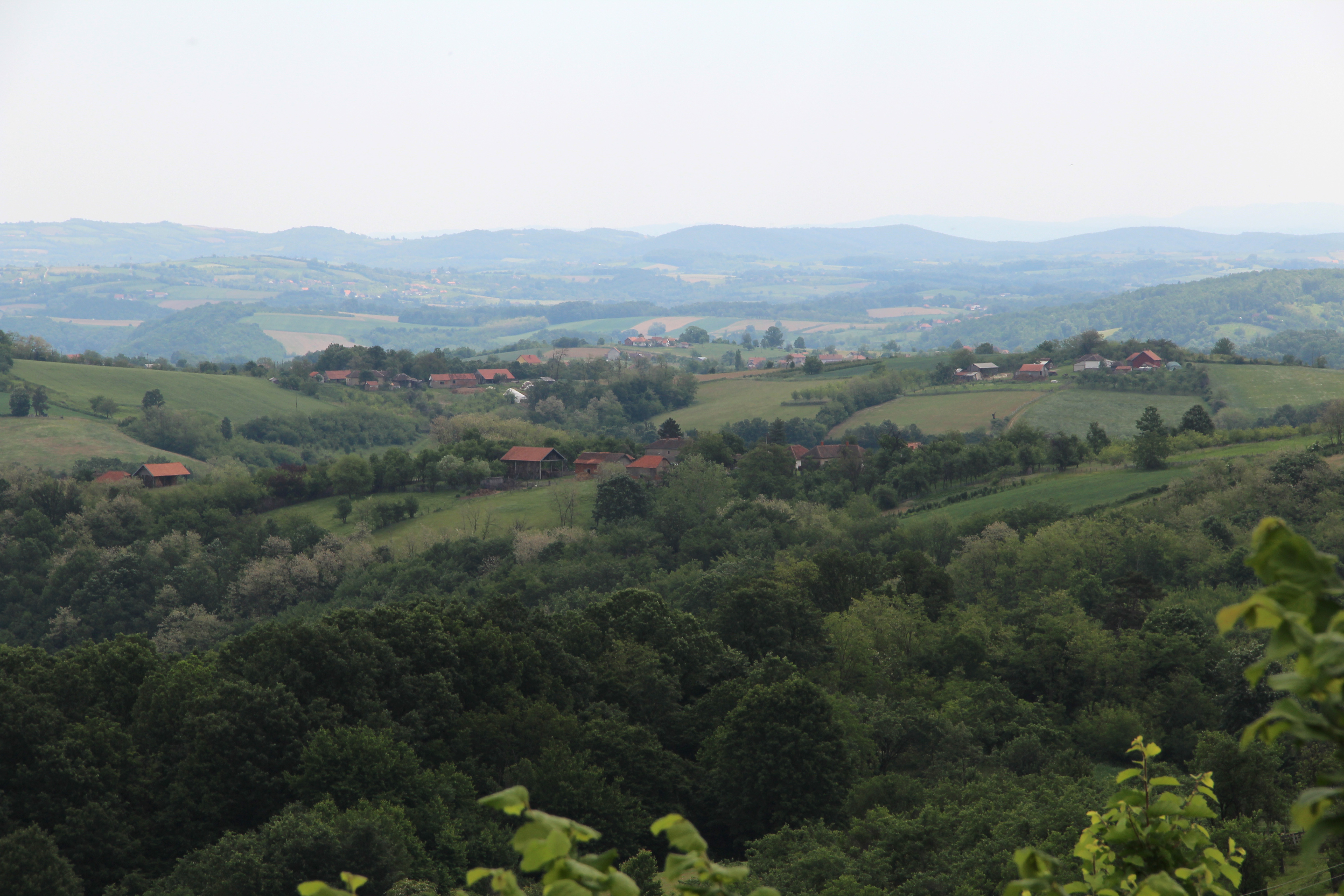
Kotesica - panorama